# Leucanthemum platylepis
Leucanthemum platylepis là một loài thực vật có hoa trong họ Cúc. Loài này được Borbás mô tả khoa học đầu tiên.